# Smerd
Smerd, smerda, smard, smurd – średniowieczne określenie grupy ludzi o niskim statusie społecznym pojawiające się do XIII wieku na Rusi, w Polsce i u Słowian połabskich.
W literaturze słowa tego, zamiennie z wyrazem czeladź, używał Józef Ignacy Kraszewski w powieści Stara baśń. U Kraszewskiego Smerda to także nazwisko dowódcy drużyny książęcej.